# あっせん
あっせん（斡旋）とは、裁判外紛争解決手続の一つである。主に労働分野において、公的な紛争解決機関の力を借りて、労使双方の主張の要点を確かめ、事件が解決されるように努める話し合い手続のことである。企業において、使用者と労働者（正規・非正規は問わない）との間で各種の労働条件（賃金、解雇、配置転換、いじめ・嫌がらせ等）に関して紛争が発生した場合に、あっせん員が両者の間に入り、紛争解決に当たる。日本においては労働関係調整法（集団労働紛争）、個別労働関係紛争の解決の促進に関する法律（個別労働紛争）等を根拠法とする。
あっせんの利点は手続きの簡易なことにある。あっせんは短時間（通常、両当事者が出頭した当日）で終了し、手続きの費用も無料である。裁判等と異なり両当事者が直接顔を会わせることはなく、法令解釈のみでは白黒つけがたい事案の合意による解決を目標としている。
過去の法令では「斡旋」と表記していたが、「斡」の字が常用漢字でないため、現行法では法令上はひらがな表記の「あっせん」である。

## 集団労働紛争
労働関係調整法に定める三つある労働争議調整手段（あっせん、調停、仲裁）の一つである。手続が簡易で機動的なため、三つの手段の中で最も多く用いられている。
労働争議が発生したときは、労働委員会の会長は、関係当事者の双方若しくは一方の申請又は職権に基いて、あっせん員名簿に記されている者の中から、あっせん員を指名しなければならない。但し、労働委員会の同意を得れば、あっせん員名簿に記されていない者を臨時のあっせん員に委嘱することもできる（労働関係調整法第12条1項）。あっせん員の指名は、一事件につき2名以上でも差し支えなく（昭和22年5月15日労発263号）、多くの労働委員会では公・労・使の3名（三者構成）のあっせん員で構成している。
労働委員会は、あっせん員候補者を委嘱し、その名簿を作製して置かなければならない（労働関係調整法第10条）。あっせん員候補者の氏名、閲歴等は、少なくとも年一回中央労働委員会にあっては官報に、都道府県労働委員会にあっては当該都道府県公報に公示するとともに、適宜新聞紙等によって公表するものとする（労働委員会規則第68条）。あっせん員候補者の名簿には、次の各号に掲げる事項を記載する（労働委員会規則第67条）。 
- 氏名及び職業
- 経験及び閲歴
- 委嘱の日付

あっせん員候補者は、学識経験を有する者で、労働争議の解決につき援助を与えることができる者でなければならないが、その労働委員会の管轄区域内に住んでいる者でなくても差し支えない（労働関係調整法第11条）。昭和27年の改正法施行によりあっせん員候補者と労働委員会の委員との兼職は妨げないことになった。特別調整委員とあっせん員候補者との兼職も勿論妨げない（昭和27年8月1日労発133号）。あっせん員候補者の選定基準（昭和21年10月14日厚生省発労44号）は、
- あっせん員候補者は原則として中立的立場にある者につき委嘱すること。但し過去において労働運動の経験者であり、又は使用者であった者でも、現在基準に照して適格者であれば、必ずしも過去の立場に拘泥する必要はないこと。又労働委員会の委員中よりあっせん員候補者を委嘱することは勿論差支えないこと。
- あっせん員候補者は労働問題につき理解を有し、かつ労働関係の当事者に信望のある者であると共に、労働問題に関連する法律、経済及社会問題について相当の知識乃至経験を有する者でなければならないこと。
- あっせん員候補者は必要に応じ何時でもあっせん員として活動し得る時間的余裕を有する者なること。
- あっせん員候補者の人選に際しては、当該地方の各産業に亘り夫々適任者を委嘱し置くよう考慮すること。
- あっせん員候補者の員数は当該地方の産業の分布、労働関係の実情等によりなるべく多数委嘱して置くことが望ましいが要は真の適当者を得ることに重点を置き、員数に拘泥する必要はないこと。

あっせん員は、あっせんを開始するにあたり、関係当事者に対して、労働組合法第7条4号に規定する事項（報復的不当労働行為の禁止）及びあっせんを行うに必要な事項について、趣旨の徹底を図らなければならない（労働委員会規則第66条1項）。あっせん員は、関係当事者間をあっせんし、双方の主張の要点を確め、事件が解決されるように努めなければならない（労働関係調整法第13条）。あっせん員がその職務に関して知ることができた秘密は、漏らしてはならない（労働関係調整法施行令第6条）。あっせん員は、自分の手では事件が解決される見込がないときは、その事件から手を引き、事件の要点を労働委員会に報告しなければならない（労働関係調整法第14条）。つまり、両当事者間で合意に至らなかったり、あっせん案をいずれか一方でも拒否した場合は、あっせんは不成立となり終了する。また、あっせん員が解決の見込みがないと判断した場合は、あっせん案を作成することなく終了する場合もありうる。
- 労働関係調整法上のあっせんは、労働争議の解決につき当事者の自主的な努力に対して援助を与え、之を和解せしめることを目的とした制度であるから、あっせん員はその職務の遂行に当っては、この根本精神に則り苟も弾圧干渉に亘ること等は絶対にないよう特に注意すると共に或は当事者の主張は別々に之を聴取し、或は一方の意見を他方に伝え、又は当事者の希望がある場合にはその交渉に立会う等、機に臨み変に応じて適宜の処置を執ることに細心の注意を払い、以て事件の円満な解決に到達するよう努力しなければならないこと（昭和21年10月14日厚生省発労44号）。つまり、あっせんの進め方や解決方法はすべてあっせん員の裁量に委ねられている[6]。

あっせん員は、政令で定めるところにより、その職務を行うために要する費用の弁償を受けることができ（労働関係調整法第14条の2）、中央労働委員会のあっせん員が弁償を受ける費用の種類及び金額は、行政職俸給表（一）の10級の職務にある者が旅費法の規定に基づいて受ける旅費の種類及び金額と同一とする。このほか、費用の支給については、旅費法の定めるところによる（労働関係調整法施行令第6条の2）。都道府県労働委員会のあっせん員が弁償を受ける費用の種類、金額及び支給方法は、当該都道府県の条例の定めるところによる（労働関係調整法施行令第6条の3）。なお、あっせん員候補者が任意にあっせんを行った場合には、労働関係調整法のあっせんの規定並びに費用弁償の規定の適用はない（昭和22年8月15日長野県民生部長あて厚生省労政局労政課長通知）。
労働関係調整法第2章（あっせん）の規定は、労働争議の当事者が、双方の合意又は労働協約の定により、別のあっせん方法によって、事件の解決を図ることを妨げるものではない（労働関係調整法第16条）。
- 第16条の方法により、公務員たる労政事務所或いは所員があっせんを行う場合には特に当事者双方の依頼ある場合にあっせんを行うべきで、苟くも、当事者双方に働きかけあっせんを自己に依頼するように持ちかけるが如きことがあってはならないこと（昭和23年2月24日労発96号）。

## 個別労働紛争
労働紛争のうち、集団労働紛争は労働関係調整法により早くから手続きが整備されていたが、個別労働紛争については労働基準法に定める監督行政によって紛争解決を担わせてきた。しかし労働基準監督官の管轄外である労働契約上の諸問題については対応しえず、個別労働紛争処理への対応としては不十分であった。そこで個別労働紛争処理システムの整備が求められ、2006年4月施行の個別労働関係紛争の解決の促進に関する法律（個別労働紛争解決促進法）によって手続きが整備され、その中にあっせんの制度も導入された。
個別労働紛争解決促進法においてあっせんの対象となるのは個別労働紛争であるが、以下の紛争については除外される。
- 労働関係調整法第6条に規定する労働争議に当たる紛争
- 特定独立行政法人等の労働関係に関する法律第26条第1項に規定する紛争
- 男女雇用機会均等法第16条に規定する紛争
- パートタイム労働法第20条に規定する紛争
- 育児・介護休業法第52条の3に規定する紛争

都道府県労働局長は、個別労働紛争解決促進法第4条でいう個別労働関係紛争（労働者の募集及び採用に関する事項についての紛争を除く。）について、当該個別労働関係紛争の当事者の双方又は一方からあっせんの申請があった場合において当該個別労働関係紛争の解決のために必要があると認めるときは、紛争調整委員会にあっせんを行わせるものとする（個別労働紛争解決促進法第5条）。
都道府県労働局長は、委員会にあっせんを行わせることとしたときは、遅滞なく、その旨を委員会の会長に通知するものとする。都道府県労働局長は、あっせんの申請があった場合において、事件がその性質上あっせんをするのに適当でないと認めるとき、又は紛争当事者が不当な目的でみだりにあっせんの申請をしたと認めるときは、委員会にあっせんを行わせないものとする（個別労働紛争解決促進法施行規則第5条）。
委員会によるあっせんは、委員のうちから会長が事件ごとに指名する3人のあっせん委員によって行う。あっせん委員は、紛争当事者間をあっせんし、双方の主張の要点を確かめ、実情に即して事件が解決されるように努めなければならない（個別労働紛争解決促進法第12条）。あっせん委員が行うあっせんの手続は、公開しない（個別労働紛争解決促進法施行規則第14条）。あっせん委員は、紛争当事者から意見を聴取するほか、必要に応じ、参考人から意見を聴取し、又はこれらの者から意見書の提出を求め、事件の解決に必要なあっせん案を作成し、これを紛争当事者に提示することができる。あっせん案の作成は、あっせん委員の全員一致をもって行うものとする（個別労働紛争解決促進法第13条）。
- あっせんは紛争当事者の任意の合意に基礎をおいているものであり、事実調査についても強制的手段になじまないものであること。したがって、期日への出席は強制的なものではなく、また、出席できない場合には、紛争当事者は、許可を得て代理人を出席させたり、意見書を提出することで出席に代えることも可能であること（平成13年9月19日厚生労働省発地第129号／基発第832号／職発第568号／雇児発第610号／政発第218号）。
- あっせん案の提示は、紛争当事者間の話合いを促進するために、紛争当事者の双方に対し、解決の方向性の案を示すものであること。したがって、調停案のように受諾勧告により紛争当事者に対してその受諾を勧めたり、仲裁裁定のように紛争当事者にその履行を義務付けるような性格のものではないこと（平成13年9月19日厚生労働省発地第129号／基発第832号／職発第568号／雇児発第610号／政発第218号）。
- 紛争当事者間に合意が成立した場合において、成立した合意は民法上の和解契約となるものであること。したがって、紛争当事者の一方が合意で定められた義務を履行しない場合には、他方当事者は、債務不履行として訴えることができるものであること（平成13年9月19日厚生労働省発地第129号／基発第832号／職発第568号／雇児発第610号／政発第218号）[7]

あっせん委員は、紛争当事者からの申立てに基づき必要があると認めるときは、当該委員会が置かれる都道府県労働局の管轄区域内の主要な労働者団体又は事業主団体が指名する関係労働者を代表する者又は関係事業主を代表する者から当該事件につき意見を聴くものとする（個別労働紛争解決促進法第14条）。
あっせん委員は、次の各号のいずれかに該当するときは、あっせんを打ち切ることができる（個別労働紛争解決促進法第15条、施行規則第12条1項）。
1. あっせんを開始する旨の通知を受けた被申請人が、あっせんの手続に参加する意思がない旨を表明したとき。
2. あっせん委員から提示されたあっせん案について、紛争当事者の一方又は双方が受諾しないとき。
3. 紛争当事者の一方又は双方があっせんの打切りを申し出たとき。
4. 意見聴取その他あっせんの手続の進行に関して紛争当事者間で意見が一致しないため、あっせんの手続の進行に支障があると認めるとき。
5. 前各号に掲げるもののほか、あっせんによっては紛争の解決の見込みがないと認めるとき。
  - 「あっせんによっては紛争の解決の見込みがないと認めるとき」とは、紛争当事者間の意見の隔たりが大きく、これ以上あっせんを継続しても進展が見込めない場合等をいうものであること。なお、「解決の見込み」の有無の判断については、あっせん委員3人の合意によって決すること（平成13年9月19日厚生労働省発地第129号／基発第832号／職発第568号／雇児発第610号／政発第218号）。

第15条の規定によりあっせんが打ち切られた場合において、当該あっせんの申請をした者がその旨の通知を受けた日から30日以内にあっせんの目的となった請求について訴えを提起したときは、時効の中断に関しては、あっせんの申請の時に、訴えの提起があったものとみなす（個別労働紛争解決促進法第16条）。
- 第16条は、あっせんが不調に終わった後に改めて訴えを提起したが、すでに消滅時効が完成していた場合には、当初から訴えを提起した場合と比べてあっせん制度を利用した者の利益が害されるという結果を生ずるので、そのようなことがないように保護を図るとともに、制度を安心して利用できるようにするために設けられた規定であること。第16条が適用されるのは、あっせんが第15条の規定によりあっせんによっては紛争の解決の見込みがないものとして打ち切られた場合であり、あっせん申請の取下げによる手続の終了の場合には、第16条の適用はないものであること（平成13年9月19日厚生労働省発地第129号／基発第832号／職発第568号／雇児発第610号／政発第218号）。